# Moulin de Champs
Le moulin de Champs, inscrit monument historique en 1995, est situé sur la rivière la Varenne à Ambrières-les-Vallées en Mayenne. Il est mentionné dès 1440 et est parvenu jusqu'à notre époque dans un état de conservation remarquable.